# Висока (Ариље)
Висока је насеље у Србији у општини Ариље у Златиборском округу. Према попису из 2022. било је 173 становника.
Смештено је 37 km од Ариља, на највишој надморској висини у општини. Највиши врхови досежу надморску висину и преко 1.350 m. У насељу се налази осморазредна школа као издвојено одељење ОШ „Ратко Јовановић” из Крушчице.
Код села се налази Височка бања, чији су извори стари 80.000 година. Топли извор минералне воде избија из дубине на више места у виду мехурића. Вода је лековита и људи ту долазе да се лече. Организовање и коришћење бањске воде за лечење почиње 1936. године. Ипак, бања још увек туристички ни минимално није искоришћена.

## Историја
Висока се први пут помиње 1476. године. Тада је село имало 18 домаћинстава. Данас Висока има 650 становника. Данашњи Височани махом не воде порекло од становника који су ове просторе насељавали у 15. и 16. веку. Већином, они су се одселили крајем 17. и почетком 18. века у време великих сеоба после аустро-турских ратова. Опустели простор, најинтензивније половином 19. века населили су досељеници из Црне Горе, Херцеговине, Босне и Рашке о чему сведоче и многи топоними у селу али и остаци ијекавског говора. Потомци оних старих Височана раселили су се у Војводину, Славонију, Мађарску и широм Европе.

## Демографија
У насељу Висока живи 413 пунолетних становника, а просечна старост становништва износи 49,3 година (45,6 код мушкараца и 52,8 код жена). У насељу има 184 домаћинства, а просечан број чланова по домаћинству је 2,58.
Ово насеље је скоро у потпуности насељено Србима (према попису из 2002. године), а у последња три пописа, примећен је пад у броју становника.
|  |

| Демографија | Демографија | Демографија |
| Година      | Становника  | Становника  |
| ----------- | ----------- | ----------- |
| 1948.       | 1.111       |             |
| 1953.       | 1.132       |             |
| 1961.       | 1.210       |             |
| 1971.       | 1.054       |             |
| 1981.       | 848         |             |
| 1991.       | 622         | 622         |
| 2002.       | 474         | 476         |

| Етнички састав према попису из 2002.‍ | Етнички састав према попису из 2002.‍ | Етнички састав према попису из 2002.‍ | Етнички састав према попису из 2002.‍ | Етнички састав према попису из 2002.‍ |
| ------------------------------------ | ------------------------------------ | ------------------------------------ | ------------------------------------ | ------------------------------------ |
|                                      |                                      |                                      |                                      |                                      |
| Срби                                 | Срби                                 |                                      | 471                                  | 99,36%                               |
| Црногорци                            | Црногорци                            |                                      | 3                                    | 0,63%                                |
| непознато                            | непознато                            |                                      | 0                                    | 0,0%                                 |

| Година пописа     | 1948. | 1953. | 1961. | 1971. | 1981. | 1991. | 2002. |
| ----------------- | ----- | ----- | ----- | ----- | ----- | ----- | ----- |
| Број домаћинстава | 184   | 189   | 209   | 228   | 230   | 210   | 184   |

| Број чланова      | 1  | 2  | 3  | 4  | 5  | 6 | 7 | 8 | 9 | 10 и више | Просек |
| ----------------- | -- | -- | -- | -- | -- | - | - | - | - | --------- | ------ |
| Број домаћинстава | 54 | 65 | 22 | 14 | 16 | 6 | 6 | 0 | 0 | 1         | 2,58   |

| Пол    | Укупно | Неожењен/Неудата | Ожењен/Удата | Удовац/Удовица | Разведен/Разведена | Непознато |
| ------ | ------ | ---------------- | ------------ | -------------- | ------------------ | --------- |
| Мушки  | 202    | 59               | 126          | 16             | 1                  | 0         |
| Женски | 225    | 25               | 127          | 73             | 0                  | 0         |
| УКУПНО | 427    | 84               | 253          | 89             | 1                  | 0         |

| Пол    | Укупно                    | Пољопривреда, лов и шумарство | Рибарство                            | Вађење руде и камена | Прерађивачка индустрија       |
| ------ | ------------------------- | ----------------------------- | ------------------------------------ | -------------------- | ----------------------------- |
| Мушки  | 170                       | 163                           | 0                                    | 0                    | 2                             |
| Женски | 145                       | 141                           | 0                                    | 0                    | 1                             |
| УКУПНО | 315                       | 304                           | 0                                    | 0                    | 3                             |
| Пол    | Производња и снабдевање   | Грађевинарство                | Трговина                             | Хотели и ресторани   | Саобраћај, складиштење и везе |
| Мушки  | 0                         | 0                             | 2                                    | 0                    | 0                             |
| Женски | 0                         | 0                             | 1                                    | 0                    | 0                             |
| УКУПНО | 0                         | 0                             | 3                                    | 0                    | 0                             |
| Пол    | Финансијско посредовање   | Некретнине                    | Државна управа и одбрана             | Образовање           | Здравствени и социјални рад   |
| Мушки  | 0                         | 0                             | 0                                    | 2                    | 0                             |
| Женски | 0                         | 0                             | 0                                    | 2                    | 0                             |
| УКУПНО | 0                         | 0                             | 0                                    | 4                    | 0                             |
| Пол    | Остале услужне активности | Приватна домаћинства          | Екстериторијалне организације и тела | Непознато            | Непознато                     |
| Мушки  | 0                         | 0                             | 0                                    | 1                    | 1                             |
| Женски | 0                         | 0                             | 0                                    | 0                    | 0                             |
| УКУПНО | 0                         | 0                             | 0                                    | 1                    | 1                             |

#### мапе и карте
- Мапе, аеродроми и временска ситуација локација (Fallingrain)
- Гугл сателитска мапа (Maplandia)
- План насеља на мапи (Mapquest)